# Brochoneura
Brochoneura es un género de plantas perteneciente a la familia Myristicaceae. Comprende 10 especies descritas y de estas, solo 5 aceptadas.

## Descripción
Se caracterizan por el arilo desarrollado. Planta dioica, si monoica, endospermo ruminado y anteras 2-4. Arilo completamente laciniado. Endospermo no ruminado. Nervios terciarios foliares reticulados. Flores en grandes capítulos separados.

## Taxonomía
El género fue descrito por   Otto Warburg y publicado en Novorum Actorum Academia Caesareae Leopoldinae-Carolinae Germanicae Naturae Curiosorum 68: 128, 234. 1897. La especie tipo es: Brochoneura madagascariensis (Lam.) Warb.  

## Especies aceptadas
A continuación se brinda un listado de las especies del género Brochoneura aceptadas hasta diciembre de 2013, ordenadas alfabéticamente. Para cada una se indica el nombre binomial seguido del autor, abreviado según las convenciones y usos.
- Brochoneura acuminata (Lam.) Warb.
- Brochoneura chapelieri (Baill.) H.Perrier
- Brochoneura dardainii Heckel
- Brochoneura humblotii H.Perrier
- Brochoneura rarabe H.Perrier